# Автостоп (фильм)
«Автостоп» — среднеметражный художественный фильм Никиты Михалкова, снятый в 1990 году.

## Сюжет
Итальянский автогонщик Сандро (Массимо Вентурьелло) по контракту должен провести зимние испытания автомобиля «Fiat Tempra» в России, где события принимают неожиданной поворот. К нему попутчицей подсаживается беременная женщина (Нина Русланова), которая спешит в больницу рожать. Их догоняет на мотоцикле её муж (Владимир Гостюхин) и едет дальше вместе с ними. В роддом они не успевают, и роды у неё принимает муж в лесу у дороги. Итальянец, увидев появление на свет человека, переживает душевное перерождение. Он начинает понимать, какую ошибку совершил, бросив когда-то свою жену и сына.

## В ролях
- Массимо Вентурьелло — Сандро
- Нина Русланова — Настя
- Владимир Гостюхин — Саша, муж Насти
- Джорджо Бьявати — коллега Сандро
- Любовь Соколова — медсестра в роддоме
- Лариса Удовиченко — телефонистка
- Вирджиния Брайант — итальянка
- Александра Бараньска — полька
- Джанни Берсани — заправщик
- Тоти Д'Аурелио — сынишка заправщика
- Степан Михалков — офицер-пограничник, проверяющий документы Сандро при въезде в СССР

Закадровый перевод иностранных реплик читает Никита Михалков. Он же исполняет автомобильные трюки в одном из эпизодов фильма.

## Создание
Снять небольшой рекламный фильм, посвящённый выпуску автомобиля «Fiat Tempra», Никите Михалкову предложила фирма «Fiat». Представителям фирмы, выходившей на советский рынок, хотелось, чтобы действие происходило в перестроечной России. В СССР съёмки фильма проходили в Москве и под Серпуховом. Снятого материала оказалось вполне достаточно для монтажа полновесной игровой картины, а потому Михалков смонтировал два варианта. Часовой советский вариант, предназначавшийся для показа в кинотеатрах и по телевидению, получил название «Автостоп». В итальянском 25-минутном варианте под названием «Русская элегия» (итал. Elegia Russa) полностью отсутствует драматическая линия взаимоотношений Сандро с семьёй. 
Телевизионная премьера «Автостопа» состоялась на канале «РТР» весной 1992 года.
Музыка из фильма стала главной музыкальной темой сериала Сергея Урсуляка «Ненастье» (2018).